# Dettendorf (Bad Feilnbach)
Dettendorf ist ein Gemeindeteil der Gemeinde Bad Feilnbach im oberbayerischen Landkreis Rosenheim mit 144 Einwohnern.
Bis 1972 bestand eine selbstständige Gemeinde.

## Geschichte
Die Filialkirche St. Korbinian in Dettendorf geht auf ein Blutwunder des heiligen Korbinian aus dem Jahr 769 zurück. 1689 konnte mit einem Neubau der Kirche begonnen werden, der 1697 durch den Freisinger Fürstbischof Johann Franz Eckher von Kapfing und Liechteneck geweiht und als Filialkirche der Pfarrei Irschenberg unterstellt wurde. Die 1818 durch das bayerische Gemeindeedikt gegründete Landgemeinde Dettendorf wurde im Zuge der Gemeindegebietsreform am 1. Februar 1972 nach Bad Feilnbach eingemeindet.
Folgende Orte waren der ehemaligen Landgemeinde Dettendorf zugeordnet:
- Abel, ab 1. Juli 1972 bei Willing[4]
- Aich
- Aign
- Birkmann
- Blindenried
- Daxham
- Eckersberg
- Eulenthal
- Fachendorf, ab 1. Juli 1972 bei Willing
- Forsting
- Gern
- Gries
- Gröben, ab 1. Juli 1972 bei Willing
- Haslach, ab 1. Juli 1972 bei Willing
- Heinrichsdorf, ab 1. Juli 1972 bei Willing
- Hoiß
- Kemathen
- Köckbrunn, ab 1. Juli 1972 bei Willing
- Längendorf
- Mainz, ab 1. Juli 1972 bei Willing
- Moos
- Moosbichl
- Natternberg, ab 1. Juli 1972 bei Willing
- Oberbrennrain
- Oberhofen
- Oberlohe
- Rann
- Schweigfeld
- Sonnenhamm
- Steinreb
- Steinwies
- Unterbrennrain
- Unterhofen
- Unterkalten
- Unterlohe
- Walch
- Weg, ab 1. Juli 1972 bei Willing
- Weihermann
- Westen, ab 1. Juli 1972 bei Willing

Ab 2009 wurde eine Dorferneuerung in Dettendorf durchgeführt.

## Verkehr
Bis 1973 war Dettendorf Haltepunkt der Lokalbahn Bad Aibling–Feilnbach.